# Viviendo deprisa
Viviendo deprisa è un album in studio del cantautore spagnolo Alejandro Sanz, pubblicato nel 1991.

## Tracce
1. Los dos cogidos de la mano – 5:02
2. Pisando fuerte – 4:28
3. Lo que fui es lo que soy – 4:40
4. Todo sigue igual – 5:13
5. Viviendo deprisa – 3:17
6. Se le apagó la luz – 4:46
7. Duelo al amanecer – 3:31
8. Completamente loca – 3:32
9. Toca para mí – 4:07
10. Es este amor – 3:34